# つきひざ
つきひざとは、相撲の非技（勝負結果）である。相手の力が加わらぬまま膝をついた場合に適用される。2001年から新たに追加された。『相撲』では「つきヒザ」と表記されることがある（例として2012年8月号34頁）。膝ではなく足の甲などをついた場合も、公式発表としては「つきひざ」の扱いとなる。

## 概説
- 十両では2003年7月場所4日目の増健-北桜戦（増健●）
- 幕内では2004年9月場所3日目の旭天鵬-栃東戦（栃東●；栃東は右膝を痛め、翌日から休場）で初めて適用された。
- 2008年1月場所2日目の豊真将-北勝力戦（北勝力●）
- 2009年1月場所14日目の白鵬-千代大海戦（千代大海●）
- 2009年3月場所5日目の翔天狼-黒海戦（翔天狼●）
- 2010年7月場所12日目の德瀬川-豪風（豪風●）
- 2011年1月場所12日目の白鵬-日馬富士戦（日馬富士●）
- 2012年1月場所3日目の天鎧鵬-芳東（芳東●）
- 2012年7月場所中日の旭天鵬-碧山（旭天鵬●）
- 2013年1月場所中日の若の里-千代大龍（千代大龍●）、14日目の豊ノ島-妙義龍（妙義龍●）
- 2013年5月場所12日目の豪栄道-松鳳山（松鳳山●）
- 2014年9月場所千秋楽の常幸龍-豊響（常幸龍●）
- 2014年11月場所12日目の千代大龍-誉富士（千代大龍●）
- 2019年7月場所12日目の阿炎-遠藤（阿炎●）などでも記録されている。

また実際はつきひざと思えるような場面でも館内は突き落とし等の決まり手をとる場合が多く、つきひざとされる場合は少ない。

## 昭和時代のつきひざ
平成以前にもつきひざが非技として認められていたのは確かなようであり、日本体育叢書第八巻「相撲」(大正12年) には「負手」として突膝が規定されていた。記録明確な例では1928年10月場所2日目の鏡岩‐瀬戸山（瀬戸山●）が初めてであり、1929年1月場所10日目の劔岳‐荒熊（荒熊●）、1920年1月場所4日目の大蛇山‐武藏山（武蔵山●）、1933年1月場所5日目の錦華山‐双葉山（双葉山●）、1950年1月場所初日の神風‐鏡里（鏡里●）と続き、合わせて5例が報告されている。ただし戦前までは、各種マスコミにより決まり手報道はばらばらであったためにあくまでこのつきひざ5例は一般的な報告例に過ぎず、公式発表として扱うことは必ずしも適切と言い難い。1957年に日本相撲協会が決まり手70手と非技2つを制定した際つきひざが含まれなかったことで、以降2001年まで記録されなくなった。